# Cagayan (Fluss)
Der Cagayan entspringt im philippinischen Gebirge der Caraballo-Berge, auf der Insel Luzon.
Seine wichtigsten Nebenflüsse sind der Magat, Rio Chico, Ilagan und der Siffu-Mallig. Diese entspringen den Gebirgszügen der Sierra Madre und der Cordillera Central im nördlichen Teil der Hauptinsel Luzon. Der Rio Chico ist mit 210 Kilometern der längste Nebenfluss des Cagayan und entspringt am Mount Data. An seinem zweitgrößten Nebenfluss, dem Magat, wurde das Magat-Dam Wasserkraftwerk mit einer Leistung von 360 Megawatt errichtet.
Der Fluss strömt in Richtung Norden, passiert dabei Ilagan und Tuguegarao und mündet bei Aparri in die Luzonstraße. Insgesamt bildet der Fluss ein etwa 190 km langes und bis zu 60 km breites Tal, das Cagayan Valley. Der Cagayan ist mit einer Länge von 505 km der längste Fluss der Philippinen. Sein Wassereinzugsgebiet umfasst die Provinzen Cagayan, Isabella, Quirino, Kalinga, Apayao, Mountain Province, Ifugao und Nueva Vizcaya.
Ein weiterer Fluss mit dem Namen Cagayan befindet sich im Süden der Philippinen auf der Insel Mindanao. Dieser entspringt in der Provinz Bukidnon und mündet bei Cagayan de Oro in die Mindanaosee.
Die Ausgrabungen in den archäologischen Ausgrabungsstätten im Cagayan Valley konnten die frühe Anwesenheit des Menschen am Flusslauf des Cagayan belegen. Die Funde gehören zu den ältesten Artefakten auf dem Territorium der Philippinen und stehen seit 2006 auf der Vorschlagsliste der Philippinen zur Aufnahme in die Welterbeliste der UNESCO.